# Allhelgonastormfloden 1570

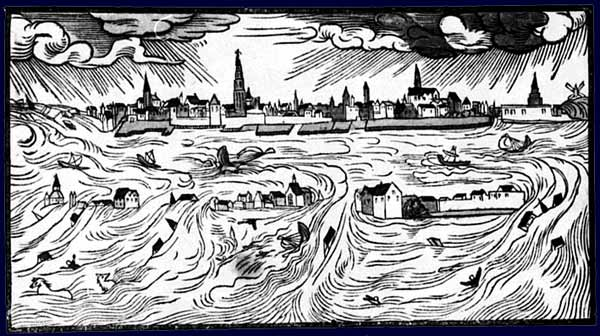
Högvatten den 1 november 1570 i Antwerpen; Flygblad av Hans Moser

Allhelgonastormfloden 1570 (tyska: Allerheiligenflut 1570) inträffade den 1 november 1570.
Hela kusten från Flandern via nederländska Groningen till nordvästra Tyskland blev översvämmad. Fem sjättedelar av Holland var översvämmade och det uppskattas att omkring 20 000 personer dog.
Skyddsvallarna mot havet förstördes Altes Land, Vierlande och Marschlande utanför Hamburg. Byarna Oldendorf och Westbense nära Esens i Ostfriesland förstördes.
Vid kyrkan i ostfriesiska Suurhusen finns en markering att vattnet steg 4,40 meter över normal nivå.